# Aiomun-Kondi
Aiomun-Kondi, também escrito Aiomum-Kondi ou Aimon-Kondi, era uma divindade aruaque, cujo nome significava "principal deus criador". Acredita-se que ele tentou criar um mundo modelo, porém achou que suas duas primeiras tentativas falharam, devido ao comportamento pervertido de seus habitantes. Por isso, ele queimou o primeiro mundo e submergiu o segundo em enchentes, salvando um casal deste último: Marerewana e sua esposa. Depois disso, Aiomun percebeu que sempre haveria corrupção no mundo, resolvendo, então, continuar seu trabalho.